# Pfarrkirche Stetten

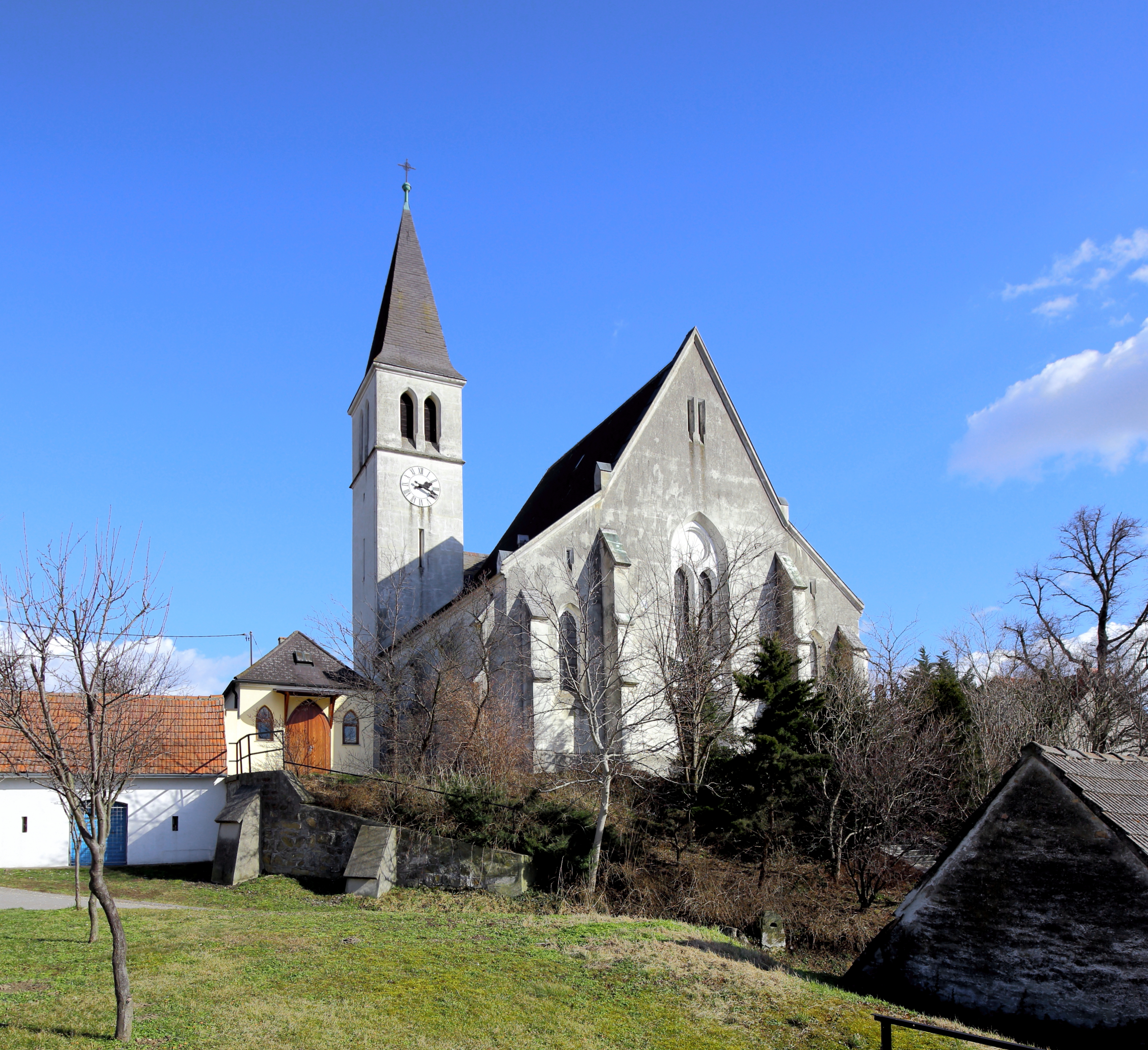
Katholische Pfarrkirche hl. Ulrich in Stetten

Die römisch-katholische Pfarrkirche Stetten steht auf dem Kirchhügel am östlichen Ortsrand in der Gemeinde Stetten im Bezirk Korneuburg in Niederösterreich. Die dem Patrozinium des hl. Ulrich unterstellte Pfarrkirche gehört zum Dekanat Korneuburg im Vikariat Unter dem Manhartsberg in der Erzdiözese Wien. Die Kirche steht unter Denkmalschutz (Listeneintrag).

## Geschichte
Die Kirche hat einen spätgotischen Chor mit einem nördlichen Chorflankenturm, das Langhaus mit einem barocken Mauerkern aus dem 18. Jahrhundert wurde 1902/1903 nach den Plänen des Baumeisters Mölzer im neugotischen Stil umgebaut.

## Architektur
Die Kirche ist von einem Friedhof umgeben.
Das Kirchenäußere zeigt ein gestaffeltes dreischiffiges Langhaus mit einer reich gegliederten übergiebelten Westfront mit einem schulterbogigen Portal flankiert von zweifach abgetreppten Strebepfeilern. Der Chor hat hohe Strebepfeiler und ein umlaufendes verkröpftes Kaffgesims und im Polygon drei zweibahnige Spitzbogenfenster mit Vierpassmaßwerk. Der Turm, in den Untergeschoßen spätgotisch, hat im Glockengeschoß gekuppelte spitzbogige Schallfenster, er trägt ein Zeltdach aus dem Anfang des 20. Jahrhunderts. Im Süden wurde anschließend an das südliche Seitenschiff im Südosten im 15. Jahrhundert die Barbara-Kapelle mit Strebepfeilern und spitzbogigen gotischen Fenster angebaut, östlich anschließend und südlich am Chor steht der Sakristeianbau aus 1904.
Das Kircheninnere zeigt ein vierjochiges Mittelschiff mit einem tief herabgezogenen Kreuzgratgewölbe, das Mittelschiff ist zu den Seitenschiffen mit Spitzbogenarkaden mit Pfeilern geöffnet. Das nördliche Seitenschiff ist vierjochig, das südliche Seitenschiff dreijochig, beide Seitenschiffe unter Kreuzgratgewölben auf Wandpfeilern. Der Triumphbogen zwischen dem Mittelschiff und Chor ist eingezogen und spitzbogig. Der einjochige Chor mit einem Fünfachtelschluss trägt ein Stichkappentonnengewölbe aus dem frühen 20. Jahrhundert. Das schmale Seitenschiff ist zur breiteren Barbara-Kapelle mit einem eingezogenen Spitzbogen geöffnet, die einjochige Kapelle mit einem Fünfachtelschluss hat ein Kreuzrippengewölbe auf kugelförmigen Konsolen, das Gewölbe hat scheibenförmige Schlusssteine. Es gibt eine Sakramentsnische mit Maßwerk. Das Turmerdgeschoß als ursprüngliche Sakristei hat ein spätgotisches Kreuzrippengewölbe mit einem Schlussstein.

## Einrichtung
Die neugotische Ausstattung schuf der Holzschnitzer Josef Rifesser (1851–1919).
Der Hochaltar aus 1902 ist ein dreiteiliger neugotischer Schnitzaltar auf einer barocken Mensa aus Stein. Er trägt die Schnitzfiguren der Heiligen Ulrich, Leopold und Antonius. Der rechte neugotische Seitenaltar trägt die Statuen Madonna und Engel und im Gesprenge hl. Barbara. Der Altar der Barbara-Kapelle zeigt das Altarbild hl. Barbara.
Im Langhaus gibt es die Konsolstatuen der Heiligen Agnes und Anna sowie Isidor und Sebastian. Das Weihwasserbecken nennt das Jahr 1724. Es gibt barocke Votivbilder im Chor. Im Turmerdgeschoß gibt es das Ölbild Arme Seelen aus dem 18. Jahrhundert. Die Kreuzwegbilder schuf der Maler Leopold Kininger im Anfang des 20. Jahrhunderts.
Die Orgel mit 8 Registern schuf Johann M. Kauffmann 1910.

## Grabdenkmäler
Am Friedhof:
- Grabstein zum Priester Martinellinus Nothelfer 1779.
- Grabestein zu Regina Dichtling 1883.